# Capital Recovery Factor
Capital Recovery Factor (CRF) är ett mått på nuvärdet av en återkommande betalning, annuitet över ett visst antal år. 
Om räntan är i, är capital recovery factor:
{\displaystyle CRF={\frac {i(1+i)^{n}}{(1+i)^{n}-1}}}
där n är antalet annuitetsutbetalningar.
Måttet är relaterat till annuitetsmetoden som ger ett nuvärde beroende på annuitetens storlek, räntan och antalet annuitetsutbetalningar.
Om n = 1 blir CRF =  1 + i. Om n går mot oändligheten går CRF mot i.